# Deputowani do Reichstagu V kadencji (1881–1884)
Deputowani do Reichstagu V kadencji (1881–1884) – deputowani do Reichstagu V kadencji wybrani 27 października 1881 roku.
Przewodniczący senior Reichstagu
- Helmuth Karl Bernhard von Moltke (DkP)

Przewodniczący Reichstagu
- Albert von Levetzow (DkP)

Wiceprzewodniczący Reichstagu
- - Georg Arbogast von und zu Franckenstein (Z)
  - Karl Gustav Ackermann (DkP)

## Lista według przynależności partyjnej (stan na koniec kadencji)

### DkP( 56(50) deputowanych)
- Karl Gustav Ackermann
- Wilhelm Christoph Friedrich Arnold
- Paul von Brand
- Max von Brauchitsch
- Hermann von Busse
- Axel von Colmar
- August von Dönhoff
- Rodrigo zu Dohna-Finckenstein
- Karl Friedrich Ebert
- Adolf von Engel
- Wilhelm von Flügge
- Arnold Woldemar von Frege-Weltzien
- Otto von Gehren
- August von Gerlach
- Ernst Göler von Ravensburg
- Gustav von Gossler
- Karl Grimm (od 1883)
- Wilhelm Joachim von Hammerstein
- Nicolaus von Handjery
- Alwin Hartmann
- Christian Hohenlohe (od 1883)
- Conrad von Holstein
- Guido von Kessel
- Conrad von Kleist
- Hans Hugo von Kleist-Retzow
- Max von Klitzing (od 1882)
- Ernst von Köller
- Albert von Levetzow
- Hermann von Lüderitz
- Helmuth von Maltzahn
- Otto von Manteuffel
- Heinrich Eugen Marcard
- Adolf von Massow
- Wilhelm von Minnigerode
- Helmuth Karl Bernhard von Moltke
- Alexander von Oheimb
- Alexander von der Osten
- Franz Perrot
- Robert von Puttkamer
- Theodor Reich
- Ludwig Rose (od 1883)
- Otto Saro
- Wilhelm von Schöning
- Otto Theodor von Seydewitz
- George William von Simpson
- Hermann zu Solms-Braunfels
- Albert von Sperber
- Ludwig von Staudy
- Adolf Stoecker
- Oswald von Uechtritz-Steinkirch (Od 1883)
- Otto Uhden
- Eduard von Ungern-Sternberg (Od 1884)
- Karl von Waldow und Reitzenstein
- Friedrich von Wedell-Malchow
- Rudolph Wichmann
- Ludolph Friedrich von Wrisberg

### DR(29(28) deputowanych)
- Adolf von Arnim-Boitzenburg
- Leo Becker (do 1883)
- Carl von Behr (Od 1883)
- Ulrich von Behr-Negendank
- Justus Clauswitz
- Adolph von Dietze
- Johann Gottfried Dietze
- Theodor Günther
- Hermann von Hatzfeldt
- Wilhelm von Kardorff
- Paul von Kulmiz
- Ernst Leuschner
- Arnold Lohren
- Konstantin Sebastian von Neurath
- Hans von Ow
- Adolf von Pilgrim
- Hans Heinrich XI. von Hochberg
- Wiktor I Maurycy von Ratibor
- Gustav Reiniger
- Gustav Richter
- Gottlob Friedrich Riekert
- Heinrich zu Schoenaich-Carolath
- Friedrich Oskar von Schwarze
- Julius Staelin
- Viktor von Tepper-Laski
- Heinrich von Treitschke
- Hans Wilhelm von Unruhe-Bomst
- Karl Vogel
- Georg von Wöllwarth-Lauterburg

### N(55 (47) deputowanych)
- Ludwig Bamberger
- Wilhelm von Beaulieu-Marconnay
- Robert von Benda
- Rudolf von Bennigsen
- August von Bernuth
- Wilhelm Blum
- Florens von Bockum-Dolffs
- Friedrich Boettcher
- Moritz Bolza
- Justus Bostelmann
- Karl Braun
- Eduard von der Brelie
- Otto Büsing
- Franz Armand Buhl
- Georg von Bunsen
- Adolph Bernhard Cronemeyer (Od 1883)
- Heinrich Wolfgang Ludwig Dohrn
- Adalbert Falk
- Friedrich Feustel
- Max von Forckenbeck
- Robert Gerwig
- Rudolf von Gneist
- Ludwig Groß
- Friedrich Hammacher
- Karl Heydemann
- Arthur Johnson Hobrecht
- Eugen Holtzmann
- Ludwig Jacobi
- Jean Janson
- Gottlieb Klumpp
- Oskar Krämer
- Ludwig Leuschner
- Friedrich August Mahla (Od 1883)
- Heinrich Marquardsen
- Hermann Henrich Meier
- Georg Meyer
- Friedrich Hermann Müller
- Albert Niethammer
- Konstantin Noppel
- Wilhelm Oechelhäuser
- Julius Petersen
- Gustav Pfaehler
- Franz Pogge
- Erich von Reden
- Ferdinand von Reden (od października 1881)
- Hermann Roemer
- Ferdinand Sander
- Hermann Schläger
- Karl August Schneider
- Philipp Schreiner
- Jakob Schuck
- Eduard Stephani
- Paul Alfred Stübel
- Otto Taeglichsbeck
- Max Weber

### LV(41 deputowanych)
- Theodor Barth
- Karl Adolf Baumbach
- Robert Beisert
- Eduard Gustav Eberty
- Friedrich Goldschmidt
- Friedrich Grieninger
- Egidius Gutfleisch
- Rudolf Hammer
- Oswald von Hoenika
- Wilhelm Jegel
- Friedrich Kapp
- Heinrich Kochhann
- Albin Kutschbach
- Eduard Lasker
- Gustav Lipke
- Erwin Löw von und zu Steinfurth
- Erwin Lüders
- Heinrich Lüders
- August Maager
- Alexander Meyer
- Theodor Mommsen
- Hermann Paasche
- Carl August Panse
- Markus Pflüger
- Heinrich Rickert
- Franz August Schenk von Stauffenberg
- Heinrich von Schirmeister
- Albert Schlutow
- Karl Schrader
- Bernhard Schroeder
- Hugo Schroeder
- Franz Heinrich Schröter
- Erich Sello
- Adolf Stengel
- Gerhard Struve
- Georg Thilenius
- Gustav Thomsen
- Joseph Warmuth
- August Westphal
- Nikolaus Witt
- Johannes Moritz Wölfel

### DF(70(60) deputowanych)
- Gerhard Ahlhorn
- Otto von Aufseß (Od 1883)
- Carl Ausfeld
- Christian Behm (Od 18 sierpnia 1884)
- Raimund Behrend
- Louis Heinrich Buddeberg
- Wilhelm Büchner
- Walter Büchtemann
- Wilhelm Büxten
- Walter Dirichlet
- Arthur Eysoldt
- Gustav Fährmann
- Karl Frieß
- Heinrich Gieschen
- Christoph Görtz
- Heinrich Greve
- Siegmund Günther
- Albert Hänel
- Johann Hamspohn
- Karl Hempel
- Hugo Hermes
- Otto Hermes
- Carl Herz (do 1883)
- Max Hirsch
- Adolph Hoffmann
- Traugott Hirschberger
- Heinrich Joseph Horwitz (Od 1883)
- Arnold Huchting
- Carl Hueter
- Eduard Kämpffer (Od 1882)
- Gustav Karsten
- Moritz Klotz
- Karl Friedrich Wilhelm Koch
- Paul Langerhans
- Friedrich Langhoff
- Julius Lenzmann
- Julius Lerche
- Ludwig Loewe
- Robert Meibauer
- Julius Otto Ludwig Möller
- Karl Anton Mohr
- Gustav Münch
- August Munckel
- Karl Wilhelm Nessler
- Heinrich August Papellier
- Ludolf Parisius
- Adolph Phillips
- Hermann Rademacher
- Anton Rée
- Eugen Richter
- Gustav Reinhold Richter
- Gustav Richter (Od 1882)
- Otto Rohland
- Rudolf Samm (Od 1883)
- Friedrich Schenck (Od 1883)
- Reinhard Schlüter
- Julius Sandtmann
- Kurt von Saucken-Tarputschen
- Reinhart Schmidt
- Philipp Schmieder (od 1884)
- Hermann Schulze-Delitzsch
- Ludwig Schwarz
- Philipp Schwarzenberg
- Georg Stoll (od 1882)
- Albert Traeger
- Rudolf Virchow
- August Walter
- Albert Wander
- Gustav Wendt
- Friedrich Witte (od 1884)

### DtVP(10(9) deputowanych)
- Gustav von Bühler
- Hans Haehnle (Od 1882)
- Georg Härle
- Karl Köhl
- Wilhelm Kopfer
- Karl Mayer
- Friedrich Retter
- Sigmund Schott
- Leopold Sonnemann

### Z(107(100) deputowanych)
- Friedrich August Abt
- Heinrich Adelmann von Adelmannsfelden
- Heinrich von Aulock
- Peter Karl von Aretin
- Franz von Ballestrem
- Hermann Joseph Bender
- Josef Bernards
- Ernst Adolf Birkenmayer
- Adam Bock
- Franz von und zu Bodman
- Julius von Bönninghausen
- Rudolph Borowski
- Hermann von und zu Brenken
- Karl Custodis
- Franz Hubertus von Dalwigk zu Lichtenfels
- Christian Dieden
- Johann Evangelist Diendorfer (Od 1882)
- Clemens Heidenreich Droste zu Vischering
- Ludwig Richard Edler
- Gregor Fichtner
- Georg Arbogast von und zu Franckenstein
- Adolph Franz
- Rudolph von Freyberg-Eisenberg (Od 1883)
- Andreas Freytag
- Aloys Fritzen
- Hermann Ariovist von Fürth
- Friedrich von Gagern
- Ferdinand Heribert von Galen
- Josef Geiger
- Victor Gielen
- August von Gise
- Franz Josef von Gruben
- Heinrich Grütering
- Bartholomäus Haanen
- Clemens Heereman von Zuydwyck
- Georg von Hertling
- Wilhelm von und zu Hoensbroech (Od 1883)
- Alfred von Hompesch
- Albert Horn
- Heinrich Horneck von Weinheim
- Karl von Huene (Od 1884)
- Heinrich von Kageneck
- Friedrich von Kehler
- Eugen von Kesseler
- Friedrich Franz Kochann
- Augustin Kolberg
- Friedrich Wilhelm Landmesser
- Franz Xaver Lender
- Ignatz von Landsberg-Velen und Steinfurt
- Irénée Lang
- Karl Anton Lang
- Ernst Lieber
- Joseph Lingens
- August Lucius (Od 1882)
- Robert von Ludwig
- Johann Evangelist Maier
- Paul Majunke
- Max Theodor Mayer
- Clemens Menken
- Hermann Mosler (Od 28 czerwca 1884)
- Christoph Moufang
- Eduard Müller
- Julius Cäsar von Nayhauß-Cormons
- Reinhard von Neipper
- Karl von Ow (Do 1882)
- Heinrich von Papius
- Clemens Perger
- Hugo Pfafferott
- Joseph Conrad Pfahler
- Sigmund von Pfetten-Arnbach
- Felix Porsch
- Friedrich II Praschma
- Conrad von Preysing
- Kaspar von Preysing (Od 1882)
- Friedrich von Quadt-Wykradt-Isny
- Edmund Radziwiłł
- August Reichensperger
- Peter Reichensperger
- Ludwig Karl Reichert
- Magnus Anton Reindl
- Wilhelm Rudolphi
- Kaspar von Ruppert
- Gustav von Saurma-Jeltsch
- Alexander von Schalscha
- Franz Xaver Schmidt
- Friedrich Carl von Schönborn-Wiesentheid
- Wilhelm von Schorlemer
- Burghard von Schorlemer-Alst
- Theodor Schroeder
- Karl Senestrey
- Joseph von Sigmund
- Maximilian von Soden-Fraunhofen
- Gerhard Stötzel
- Friedrich zu Stolberg-Stolberg
- Eduard Strecker
- Carl Timmerman
- Johann Michael Triller
- Joseph Utz
- Theodor von Vequel-Westernach
- Constantin von Waldburg-Zeil
- Carl Hubert von Wendt
- Anton Westermayer
- Ludwig Windthorst
- Benedikt Winkelhofer
- Josef Witzlsperger

### S(13(12) deputowanych)
- August Bebel (Od 1883)
- Wilhelm Blos
- Johann Heinrich Wilhelm Dietz
- Karl Frohme
- Bruno Geiser
- Karl Grillenberger
- Wilhelm Hasenclever
- Max Kayser
- Julius Kräcker
- Wilhelm Liebknecht
- Moritz Rittinghausen
- Karl Wilhelm Stolle
- Georg von Vollmar

### DHP(12 (10) deputowanych)
- Reinhard von Adelebsen
- Victor von Alten
- Hermann von Arnswaldt
- Werner von Arnswaldt
- Alexander Levin von Bennigsen
- Bechtold von Bernstorff
- Ludwig Brüel
- Heinrich Langwerth von Simmern
- Karl Götz von Olenhusen (od 1884)
- Joseph Schaefler
- Balduin von Schele
- Adolf von Wangenheim-Wake

### Polacy (18 detupowanych)
- Kazimierz Chłapowski
- Stanisław Chłapowski
- Leon von Czarlinski
- Ludwik Jażdżewski
- Anton von Kalkstein
- Michael von Kalkstein
- Roman Komierowski
- Boleslaw von Kossowski
- Stanislaus von Kurnatowski
- Stephan von Kwilecki
- Ignacy von Lyskowski
- Teofil Magdziński
- Ferdynand Radziwiłł
- Michael von Sczaniecki
- Witold von Skarzynski
- Leo von Skorzewski
- Hippolyt von Turno
- Marzel von Zoltowski

### Duńczycy (2 deputowanych)
- Gustav Johannsen
- Hans Lassen

### Alzacy (15 deputowanych)
- Dominique Antoine (Od 1882)
- Paul Bezanson
- Eugène de Dietrich
- Jean Dollfus
- Charles Germain
- Alfred Goldenberg
- Charles Grad
- Joseph Guerber
- Eduard Jaunez
- Jacques Kablé
- Michael Quirin
- Jacob Ignatius Simonis
- Henri de Wendel
- Landolin Winterer
- Hugo Zorn von Bulach